# Storyville, New Orleans

Sanborn Fire Insurance Map of Storyville

Storyville var ett informellt namn på några nöjeskvarter i New Orleans. Området hade sin blomstringstid från slutet av 1800-talet och fram till tiden för första världskriget då den federala regeringen ingrep och reglerade verksamheten. 

## Historik
Här förekom såväl musiksalonger och spelklubbar som prostitution. Staden ville främst reglera prostitutionen, och förlade den verksamheten till området, bland annat genom ledamoten Sidney Story som gav det dess namn (tidigare kallades platsen för "The District"). Genom honom och stadsfullmäktige drogs det upp riktlinjer. Geografiskt låg Storyville i anslutning till det nuvarande franska kvarteren (French Quarter) samt stadsdelen Faubourg Treme. Flera andra städer, bland annat i Norra Europa, hade liknande områden, som i tyska och nederländska hamnstäder, vilka påminde och liknade New Orleans i den bemärkelsen att de hade stora hamnar som attraherade besökare, även från andra länder.
Med tanke på staden New Orleans som jazzstad, där många pionjärer inom musikstilen uppehöll sig, så fanns också många musiker i det här området och dess etablissimang, och musiken fick ett uppsving i samband med att området drog till sig besökare. Detta tål att jämföras med den föregångare till jazz som kallas Ragtime, och som frodades i glädjekvarteren i Mellanvästra USA, bland annat genom Scott Joplin. Dessutom bidrog mötet här mellan svarta och vita musiker att segregation kunde undvikas, och det bidrog sannolikt till en positiv utveckling såväl för jazzmusiken som för levnadsförhållandena i övrigt. Det musikaliska inflytandet kom också från fransk och afrikansk musikkultur. 
Under 1920-talet när mycket av den tidigare verksamheten hade reglerats så förekom det främst dans- och musikteater, även om illegala verksamheter fortsatte i underjorden. Det här var ju också tiden för spritförbudet (Prohibition) och gangstereran, där mycket kunde ske i illegal regi. Under nästa årtionde försvann de flesta byggnader som förknippas med Storyville. En källa till historien om Storyville kan man hitta hos fotografen E. J Bellocq, som förevigade de som arbetade här vid sekelskiftet, till exempel prostituerade. Hans liv och verk spelas upp i filmen "Pretty Baby" av Louis Malle, som kom 1978, hans verk hade varit opublicerat fram till 1970-talet. Det finns även andra beskrivningar gjorda i filmerna "New Orleans" från 1940-talet samt "Storyville" från 1992. 
Idag är kvarteren till sin huvuddel borta, även om enstaka hus och gatunamn från guldåldern förekommer.